# Глинка, Александр Сергеевич
Александр Сергеевич Глинка (псевдоним Волжский; 1878—1940) — русский журналист, публицист, литературный критик, историк литературы. Правнук С. Н. Глинки.

## Биография
Родился 6 (18) июня 1878 года в Симбирске в семье адвоката Сергея Владимировича Глинки (1843—1887).
Учился в Симбирской гимназии, которую не окончил. Выдержав экстерном экзамен на аттестат зрелости, поступил в 1898 году на юридический факультет Московского университета. За участие в уличных студенческих беспорядках 1901 года и по обвинению в выпуске нелегального печатного издания «Студенческая жизнь» некоторое время находился под арестом, затем был выслан на родину.
Ещё будучи студентом первого курса, напечатал статью «О ценности» в «Научном обозрении» (1900, № 5). Издал в Санкт-Петербурге в 1902 году «Два очерка об Успенском и Достоевском», в 1903 году — «Очерки о Чехове». Получив от Н. К. Михайловского предложение работать в «Русском богатстве», во многом не сошёлся с редакцией и поместил в этом журнале только статью «Г. И. Успенский о заболевании личности русского человека» и несколько рецензий.
В журнале «Мир Божий» поместил статьи о Короленко (1903, № 7) и Достоевском (1905, № 6—8), в «Вопросах философии и психологии» (кн. 64) — «Торжествующий аморализм», в «Русских ведомостях» (1903) — «Человек в философской системе Владимира Соловьёва».
Когда окончился срок ссылки, Александр Сергеевич Глинка некоторое время жил в Самаре и сотрудничал в «Самарской газете», позднее в «Самарском курьере». В 1903 году он был приглашён вести критический отдел в «Журнале для всех», где поместил ряд обративших на себя большое внимание статей о Горьком (1904, № 1 и 2), Леониде Андрееве (1904, № 7), Метерлинке (1904, № 9), неоидеализме (1903, № 12), марксизме (1904, № 4) и других. Заметно выраженный уклон в сторону мистики был причиной того, что Глинке пришлось оставить журнал, распространённый в среде, которая с величайшей подозрительностью относилась ко всякой мистике, боясь её родства с клерикализмом.
После этого Глинка сблизился с C. А. Аскольдовым и принял участие в преобразованном журнале «Новый путь». Наиболее продуктивный период его деятельности пришёлся на 1903—1913 годы, когда он считался представителем нового религиозного идеализма (наряду со своими корреспондентами Аскольдовым, С. Н. Булгаковым, Н. А. Бердяевым, П. А. Флоренским, П. Б. Струве).
В 1910 году Глинка завершил трёхтомную биографию Достоевского, но не нашёл для неё издателя.
В середине 1913 года устроился на службу в Нижнем Новгороде, где с 1914 по 1923 год читал курс русской литературы в местных вузах. В 1914 году издал труд «В обители преподобного Серафима», а спустя год — сочинение «Святая Русь и русское призвание».
С 1923 года работал экономистом в Москве. В 1930-е годы сотрудничал с Госполитиздатом и издательством «Academia», для которого подготовил в 1935 году издание «Г. И. Успенский в жизни: по воспоминаниям, переписке и документам». 
Умер 7 августа 1940 года и был похоронен на Новодевичьем кладбище.

## С. А. Венгерово мировоззрении Глинки
В энциклопедической статье о А. С. Глинке Венгеров писал, что тот в издании «Вопросы жизни», где был деятельным сотрудником с 1905 года:

… среди прочего, поместил обширную статью: «Мистический пантеизм В. В. Розанова» (№ 1—3). Часть написанного Глинкой была собрана им в книге «Из литературных исканий» (СПб., 1905). Заглавие этого сборника, по мнению С. А. Венгерова, очень верно определяет основную черту духовного облика Волжского. Он — искатель истины в лучшем смысле слова. Ему чужда робость людей, желающих прежде всего успокоения на лоне какого-нибудь определённого миросозерцания; мысль его всегда тревожна. «Критиком» Волжского можно назвать только с формальной точки зрения, потому что он пишет по поводу литературных явлений; чисто литературная сторона этих явлений его совершенно не интересует. В книжке о Чехове он так прямо и заявляет, что цель его — «рассмотреть идейное содержание литературной работы Чехова под одним строго определённым углом зрения». Разбирая творчество Горького, он тоже прямо отказывается от разбора его художественных особенностей. Властитель дум Волжского — Достоевский — занимает его исключительно со стороны постановки религиозно-нравственной проблемы.
В своих исканиях Глинка-Волжский пережил два основных фазиса, осложненных, однако, тем, что ни с одним из пережитых настроений он не сливался всецело. В первом фазисе молодые порывы все «искали самого настоящего, где всё станет понятно и поймешь самое важное, что делать теперь же, куда себя девать, как использовать рвущиеся на живое и ответственное дело молодые, задорные силы». Мучил трагизм человеческого существования, более всего — «унижение человеческое», манила «грёза о конечной гармонии всечеловеческого успокоения, всеобщего спасения от зла», хотелось «жить и работать для этого, всего себя отдать, и скорее, скорее…» Но как? Ответ давали Чернышевский, Добролюбов, Писарев, Миртов и особенно Михайловский. «Он был моим учителем и в полном смысле духовным отцом, который идейно вскормил-вспоил меня. Ему, будучи студентом — полумарксистом-полународником, — писал длинные читательские письма и теперь, преодолев его идейное властвование надо мной, я глубоко люблю Михайловского словно кровной какой-то любовью и чту вечной, святой для меня памятью». Это решающее значение Михайловского в «духовной родословной» молодого писателя «было превзойдёно новым углублённым чтением и изучением Достоевского».

Промежуточным звеном было увлечение Кантом и неокантианством, в направлении от «Критики чистого разума» к «Критике практического разума», от гносеологии к религии и религиозной метафизике. «В Достоевском и в том, что за ним и около него, я пережил свой собственный личный кризис рационализма и сознательно и свободно пошёл к подлинной религии, не чураясь метафизики и не боясь мистики. Достоевский влёк меня, конечно, не в социально-политических моментах своего творчества, а в религиозно-философских озарениях. Это самый большой сгиб в моих душевных переживаниях. Осложнение старой идеологии новыми напластованиями шло у меня медленно, с вечной боязнью оступиться, с раздумьем и оглядыванием назад, в страхе переступить дорогое старое новым нужным. Это не страх свистков и усмешечек, которыми преследуется в нашей прогрессивной литературе всё уклоняющееся из-под общепризнанного шаблона, а боязнь самого себя, желание не обрывать без нужды традиционной преемственной связи, потребности быть в связи с прошлым, с умершим, своего рода культ отцов, предков. Нарастающая сложность религиозно-философских увлечений всегда была для меня требованием живой совести, как интеллектуальной, так и этической, дальнейшим обоснованием и укреплением того живого делания, к которому звали все впечатления с самого раннего детства».

## Сочинения
- Два очерка об Успенском и Достоевском / I. Г. И. Успенский. II. Кто виноват?: (Учение Ф. М. Достоевского об ответственности) — Санкт-Петербург : тип. М. М. Стасюлевича, 1902. — VI, [4], 192 с.
- Глинка А. С. (Волжский) Собрание сочинений в трёх книгах. Книга I: 1900—1905. / Составление тома, комментарии и статья: Анна Резниченко. — М.: Модест Колеров, 2005. — 928 с. — (Исследования по истории русской мысли") — PDF Internet Archive
- Глинка А. С. (Волжский) Собрание сочинений в трёх книгах. Книга II: 1906. / Составление и редакция Анны Резниченко. — 614 с. (Книга II Собрания сочинений опубликована не была, включает сборник статей «Из мира литературных исканий» и ключевые работы 1906 года: «Фёдор Михайлович Достоевский. Жизнь и проповедь», «Гаршин как религиозный тип», «Проблема зла у Вл. Соловьёва») — PDF Internet Archive

## Память
- В Ульяновске, на доме, где он родился (1878) и на доме, где он жил (1878-1897, ул. Радищева, 22) установлены Мемориальные доски[4].

## Семья
Жена — Ольга Фёдоровна Знаменская (1877—1960), дочь народницы Александры Знаменской (урожд. Деларюс), которая стояла у истоков первых общедоступных библиотек Симбирска.
Сын Глеб Глинка (1903—1989), названный отцом в честь Глеба Успенского, вступил в литературную группу «Перевал», опубликовал несколько сборников стихов. Во время Второй мировой войны в 1941 году попал в плен, потом уехал в США, где жил в штате Вермонт, часто публиковался в «Новом журнале». Его невестка Елизавета Глинка получила известность как «доктор Лиза».